# 13. век п. н. е.
13. век п. н. е. је почео 1. јануара 1300. п. н. е. и завршио се 31. децембра 1201. п. н. е.

## Друштво и политика
- 1285. п. н. е. - Битка између Египта и Хетитског царства (Битка код Кадеша), спада у прве битке које се могу историјски реконструисати.
- 1269. п. н. е. - Мировни уговор између египћана и хетита важи за најстарији очувани мировни уговор. Уговор су склопили египатски фараон Рамзес II и хетитски краљ Хатусили III.

## Наука и технологија
- 1226. п. н. е. - прва историјски доказана ерупција Етне на Сицилији.

## Открића
- 1250. п. н. е. - Египћани праве стаклене блокове од кварцног песка и биљног пепела.[1]

## Личности

### Уметници

#### Уметници масовне културе
Види такође: космолошка доба, геолошки еони, геолошке ере, геолошка доба, геолошке епохе, развој човека, миленији, векови године, дани